# Joe Christen
Joe Christen (* 18. März 1964 in Stans) ist ein Schweizer Politiker (FDP.Die Liberalen).
Christen wuchs in Oberdorf (NW) auf, absolvierte eine Lehre als Hochbauzeichner in einem Architekturbüro in Luzern und bildete sich anschliessend zum eidg. dipl. Bauleiter (Hochbau) weiter. Später folgten das Nachdiplomstudium in Unternehmensführung (NDS-U) sowie der MAS in Business Excellence an der Hochschule Luzern – Wirtschaft.
Er war von 2006 bis 2018 im Gemeinderat von Stans Finanzchef und von 2016 bis 2018 zusätzlich Gemeindevizepräsident. Im Jahr 2018 wurde er in den Regierungsrat des Kantons Nidwalden gewählt und ist Vorsteher der Landwirtschaft- und Umweltdirektion sowie stellvertretender Baudirektor.
Für die Zeit vom 1. Juli 2022 bis 30. Juni 2023 wurde Joe Christen vom Landrat (Kantonsparlament) zum Landammann des Kantons Nidwalden gewählt.
Christen ist verheiratet und Vater von zwei erwachsenen Söhnen.